# Ośrodek Zapasowy Saperów nr 3
Ośrodek Zapasowy Saperów nr 3 – pododdział saperów Wojska Polskiego II RP z okresu kampanii wrześniowej.

## Historia
Ośrodek Zapasowy Saperów nr 3 nie występował w organizacji pokojowej Wojska Polskiego. Zgodnie z planem mobilizacyjnym „W” miał być sformowany w II rzucie mobilizacji powszechnej, w dniach 6-12 września 1939 roku (X+6). Jednostką mobilizującą był 5 Batalion Saperów w Krakowie. Ośrodek miał zostać zorganizowany z nadwyżek 5 i 6 Batalionu Saperów oraz Ośrodka Sapersko-Pionierskiego 23 DP.
W skład ośrodka miało wejść dowództwo, kompania gospodarcza, kompania specjalistów i cztery kompanie saperów oraz park ośrodka zapasowego. Opracowany skład organizacyjny był „ramowy”, niezbędny dla opracowania potrzeb ludzkich i materiałowych. Szczegółową organizację ośrodka miał ustalić jego dowódca w zależności od „wysokości nadwyżek i warunków lokalnych”. Ośrodek Zapasowy Saperów nr 3 miał być jednostką ewidencyjną dla wszystkich jednostek zmobilizowanych przez 5 i 6 bsap oraz OSP 23 DP.
3 września 1939 roku w godzinach rannych Oddział Nadwyżek 5 Batalionu Saperów pod dowództwem majora Jana Możdzenia pomaszerował z koszar przez Niepołomice do Dziewina, gdzie zatrzymał się na nocleg. Nie wszyscy żołnierze byli umundurowani i uzbrojeni. Nie było taborów. Jedynie dowództwo oddziału posiadało samochody osobowe i ciężarowe. Miejscem docelowym miał być Brześć, gdzie miał się zorganizować Ośrodek Zapasowy Saperów Nr 3 i przystąpić do wykonania zadań. Kiedy Brześć został zagrożony major Możdzeń zmienił trasę z północy na południe.
Od 4 września 1939 roku dowództwo oddziału, posiadając środki motorowe, posuwało się na czele pododdziałów. Trasa marszu dowództwa oddziału wiodła przez miejscowości: Dziewin – Wał – Rura – Nieczajna – Przyłęg – Radomyśl Wielki – Mielec – Kolbuszowa – Łańcut – Przeworsk – Jarosław – Niemirów – Żółkiew – Sokal – Włodzimierz Wołyński – Łuck – Krzemieniec – Tarnopol – Mikulińce.
16 września 1939 roku dowództwo oddziału przybyło do Mikuliniec, gdzie major Możdzeń zamierzał zatrzymać się na dłuższy postój. Następnego dnia dowódca oddziału zarządził wymarsz na skutek otrzymania wiadomości o przekroczeniu granicy wschodniej przez bolszewików. Po przebyciu kilkunastu kilometrów z Mikuliniec w kierunku Buczacza, kolumna została zatrzymana i otoczona przez bolszewików na drodze koło wsi Deszawy – Chmielówki. Dowództwo Ośrodka zostało zabrane do niewoli bolszewickiej.

## Obsada personalna
- dowódca – mjr Jan Możdzeń
- oficer mobilizacyjny — kpt. Feliks Aleksander Zachariasiewicz (†1940 Katyń)
- oficer ew. pers. — por. Folik Feliks Julian
- oficer gospodarczy — kpt. Sadowski Jan
- oficer materiałowy — por. Jan Łukasiewicz
- oficer żywnościowy — chor. Pietruszczak
- oficer płatnik — st. sierż. Gażda
- lekarz — ppor. rez. dr Kaczmarczyk
- lekarz — ppor. rez. dr Mierzyński
- st. majster rusznikarz – Kaczkowski Zygmunt
- podoficer uzbrojenia — st. sierż. Katarzyński
- podoficer materiałowy – st. sierż. Koch
- podoficer gospodarczy – st. sierż. Gibas Kazimierz
- podoficer gospodarczy – st. sierż. Soldan Józef
- podoficer gospodarczy – sierż. Frączek
- podoficer mobilizacji – st. sierż. Biły Konrad
- podoficer mobilizacji – plut. Piskorz
- podoficer Komendanta Parku – chor. Aubbek Kazimierz
- podoficer Komendanta Parku – st. sierż. Kępiński
- podoficer Komendanta Parku – kpr. Fąfara
- 1 kompania: dowódca — ppor. Kubski Henryk
- 2 kompania: dowódca — kpt. Weryński Bogdan
- 3 kompania: dowódca — por. Parandowski Stefan
- 4 kompania: dowódca — por. rez. Domański
  - dowódca plutonu — ppor. rez. Stachowski
  - dowódca plutonu — ppor. rez. Paluszkiewicz
  - dowódca plutonu — ppor. rez. Piasny
- 5 Kompania – dowódca — por. rez. Jakubicz
- Kompania Specjalna: dowódca — ppor. rez. inż. Hejnar
- Kompania Gospodarcza: dowódca — por. rez. Koniuszewski
- 70 Kompania: dowódca — por. rez. Łukomski
  - dowódca plutonu — ppor. rez. Lisiecki
  - dowódca plutonu — ppor. rez. Wieczorkowski
  - dowódca plutonu — ppor. rez. Zalewski

13 września 1939 roku 70 Kompania Saperów została uzupełniona i wysłana do grupy gen. Sawickiego do Włodzimierza. Razem z 70 kompanią odeszli: kpt. rez. Nowak Elwin, por. rez. Heliński, ppor. rez. Skwarek i saper Wilczy